# Nomada truttarum
Nomada truttarum är en biart som beskrevs av Cockerell 1909. Nomada truttarum ingår i släktet gökbin, och familjen långtungebin. Inga underarter finns listade i Catalogue of Life.